# 크루 굴레이저

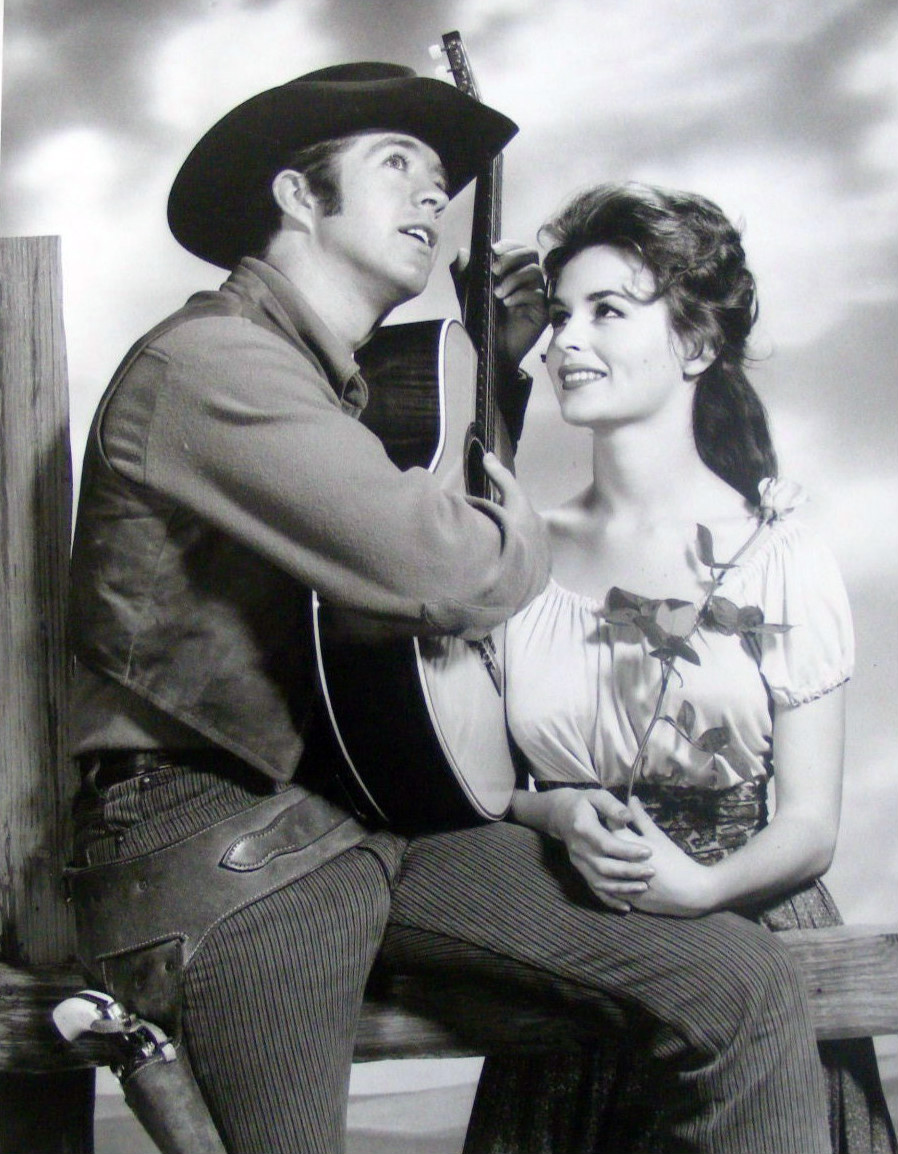
크루굴레이저와 여배우마리아나 힐

클루 굴러거(Clu Gulager, 영어 발음: /ˈɡuːləɡər/, 1928년 11월 16일~2022년 8월 5일)는 미국의 배우이다.

## 출연 작품

### 영화
- 《블루 제이》(2016년)
- 《탠저린》(2015년) - 체로키 역
- 《피라냐 3DD》(2011년) - 모 역
- 《피스트 3》(2009년)
- 《피스트 2》(2008년)
- 《피스트》(2005년)
- 《킬링 디바이스》(1993년)

- 《FBI 기동 타격대 6》(1993년)

- 《마이 히어로스 해브 올에이스 빈 카우보이스》(1991년)
- 《탐정 댄 터너》(1990년)
- 《데빌캣》(1988년)
- 《아임 고너 깃 유 서카》(1988년)
- 《비디오테이프 대소동》(1988년)
- 《더 오프스프링》(1987년)
- 《히든》(1987년)
- 《밤의 미녀》(1985년)
- 《바탈리언》(1985년) - 버트 윌슨 역
- 《나이트메어 2 - 프레디의 복수》(1985년) - 켄 월쉬 역
- 《차타누가 폭소 열차》(1984년)
- 《멋쟁이 사기꾼》(1984년)
- 《더 폴 가이》(1981년)
- 《도박사(영어판)》(1980년)
- 《터치드 바이 러브》(1980년)
- 《포스 오브 원》(1979년)
- 《블랙 뷰티》(1978년)
- 《마틴 루터 킹》(1978년)
- 《깊은 밤 깊은 곳에》(1977년)
- 《불멸의 사자》(1976년)
- 《몰리와 무법자 존》(1972년)
- 《글래스 하우스》(1972년)
- 《마지막 영화관》(1971년) - 에빌렌느 역
- 《영광이여 영원히》(1969년)
- 《킬러》(1964년) - 리 역

### 텔레비전
- 《전격 Z작전》(1982년)
- 《남과 북 2》(1986년)
- 《형사 맥큐》(1974년)
- 《명탐정 바나비 존즈》(1973년)
- 《하와이 5-0수사대》(1968년)
- 《아이언사이드》(1967년)
- 《FBI》(1965년)
- 《디즈니랜드》(1954년) - 키스 레이너 역